# بوكيمون: ميوتو يضرب مجددا- التطور
بوكيمون: ميوتو يضرب مجددًا- التطور (بالإنجليزية: Pokémon: Mewtwo Strikes Back – Evolution‎؛ باليابانية: ミュウツーの逆襲 EVOLUTION‎، ‏ميوتسو نو غياكُشو إيبوريوشون) ، هو فيلم رسوم متحركة انمي ياباني من إخراج كونيهيكو يوياما ومونوري ساكاكيبارا الفيلم هو الفيلم الثاني والعشرون من سلسلة أفلام البوكيمون، وهو طبعة جديدة من CGI للفيلم الأول بوكيمون: ذا فيرست موفي.
صدر في اليابان في يوم 12 يوليو 2019 بواسطة شركة توهو. تم تحريك الفيلم في وحدة CGI التابعة لاستديوهات OLM . الرائدة في إنتاج انمي بوكيمون منذ 22 عام.

## ملخص
عندما يكتشف الباحثون ويستغلون الحمض النووي للبوكيمون الأسطوري ميو، فإنهم يطلقون العنان لقوة تتعارض مع قوانين الطبيعة ذاتها: ميوتو، بوكيمون أسطوري مخصص للاستخدام كأداة للتدمير.
ولكن عندما يدرك ميوتو أصله المشكوك فيه، يبدأ بالاستياء من صانعيه البشر ويسعى للانتقام - ويجد أش وبيكاتشو وأصدقاؤهم أنفسهم في قلب هيجانها! مع تعرض مستقبل عالم بوكيمون للخطر، هل سيتمكن أبطالنا من التغلب على تحدي ميوتو... وهل سيتمكن ميوتو من إيجاد معنى جديد لحياته؟

## القصة
فكرة الفيلم تدور حول مجموعة من العلماء الذين طوروا جينات البوكيمون "ميو" لإنتاج "ميوتو"، أقوى بوكيمون على وجه الأرض، لكنه ليس بوكيمونًا حقيقيًا، بل مجرد نسخة. يبدأ ميوتو بالتساؤل عن هويته ويقوم بالقضاء على العلماء الذين استنسخوه، ثم يتعاون مع جيوفاني، زعيم فريق "روكيت"، لكنه يكسر كل القيود ويتركه لأنه لا يتلقى الأوامر. في محاولته للسيطرة على العالم، يخطف ميوتو الممرضة جوي ويخطط لمواجهة ميو، البوكيمون الأصلي، حيث يدعو اللاعبين المميزين للمشاركة في بطولة يشارك فيها كأحد الأبطال.
تبدأ الأغنية التي تُصاحب مباريات آش، وعند فوزه، يتلقى دعوة من ميوتو عبر بوكيمون "دراجونايت"، مما يدفعه للذهاب. يصل عدد قليل من اللاعبين إلى مقر ميوتو بعد تجاوز العاصفة التي خلقها كعائق، وهناك يستقبلهم جوي، الذي يبدو أنه منوم مغنطيسياً، لكن بروك يتعرف عليه. يظهر ميوتو في النهاية ويتحدى المدربين، هازمًا إياهم بسهولة، ويستولي على جميع بوكيموناتهم باستخدام كرات بوكيمون سوداء، مما يدفع آش إلى بذل جهود مضنية لحماية بيكاتشو لكنه يفشل. تتجه جميع الكرات السوداء إلى مكان يتم فيه استنساخ البوكيمونات الأصلية إلى نسخ محسنة، ويتمكن آش من الوصول إلى هذا المكان وتحرير البوكيمونات، لكن بعد أن تم استنساخها.
يتسلل فريق "روكيت" إلى المكان ويكتشفون حقيقة ميوتو وميو من خلال تسجيل لأحد العلماء الذين قاموا بالتطوير، حيث تم استنساخ ميو من شعراته أيضًا. تنشب معركة بين البوكيمونات الأصلية والمستنسخة، وفي النهاية يصل ميو، لكن ميوتو يتحداه. بينما تتصارع البوكيمونات، يتعرض بيكاتشو للضرب من نسخته دون أن يرد، مما يؤدي إلى انهيار جميع البوكيمونات من التعب. يبقى ميو وميوتو في مواجهة، وفي اللحظة الحاسمة، يتدخل آش لوقف القتال، لكن الضربتين تصيبانه.
تكون الضربتان من أقوى بوكيمونين على وجه الأرض، مما يجعل آش يسقط على الأرض بلا حراك، وعيناه مفتوحتان كأنه تحول إلى حجر. يستغرب ميوتو من موقف آش، بينما يسرع بيكاتشو إليه، لكنه لا يرد. تجلس ميستي على الأرض في حالة صدمة، وجميع المدربين مذهولين. يبدأ بيكاتشو بالبكاء ويستخدم "التيار الصاعق" لعل آش يستجيب، لكن دون جدوى. يبكي بيكاتشو بحرقه، وكذلك جميع البوكيمونات الأصلية والمستنسخة. فجأة، تتجمع الدموع حول آش وتلمع تحت ضوء الشمس، مما يساعده على استعادة وعيه ويحتضن بيكاتشو بشغف.
يتأثر ميوتو بشجاعة آش ويقرر أخذ جميع النسخ والرحيل بعيدًا، بينما يعود جميع المدربين إلى المحطة التي انطلقوا منها، حيث تستقبلهم الشرطية جيني. وعندما ينظر آش إلى الأفق، يرى ميو في السماء، لكن بروك وميستي لا يصدقانه.

## الإنتاج
تم الإعلان عن الفيلم لأول مرة في 14 ديسمبر 2018. لقد تُوفِّيَ راوي الأنيمي الأصلي اونشو أيشيزوكا في 13 أغسطس 2018 وأكد فريق العمل أن أسلوبه في السرد سيكون موجود في الفيلم.

## الإصدار
صدر الفيلم في 12 يوليو 2019 بواسطة توهو في اليابان. كان للفيلم عرضه العالمي الأول في معرض أنمي إكسبو 2019 في مركز مؤتمرات لوس أنجلوس. ثم صدر لاحقا في بلدان أخرى في 27 فبراير 2020 بواسطة نتفليكس مُدبلج لعدة لغات منها العربية.

## فريق العمل الياباني
- ريكا ماتسوموتو في دور (ساتوشي)
- مايومي إيزوكا في دور (كازومي)
- يوجي أويدا في دور (تاكيشي)
- ايكوي اوتاني في دور (بيكاتشو)
- ساتومي كوروغي في دور توجيبي
- ميجومي هاياشيبرا في دور (موساشي)
- شينيشيرو ميكي في دور (كوجيرو)
- إينوكو إينوياما في دور (نيراث)
- كويتشي ياماديرا في دور (ميو)
- ماساشيكا إيشيمورا في دور (ميوتو)
- ساشيكو كوباياشي في دور فوياجر (ميراندا)

## فريق العمل الإنجليزي
- سارة ناتوشيني في دور آش كيتشام
- ميشيل نوتز في دور ميستي وجيسي
- بيل روجرز في دور بروك
- إيكوي أوتاني في دور بيكاتشو
- ساتومي كوروغي في دور توجيبي
- جيمس كارتر كاتكارت في دور جيمس ومياوث

## فريق العمل العربي
- رنا الرفاعي في دور آش كيتشام (مدرجة باسم رنا رفاعي)
- جمانة الزنجي في دور ميستي
- هشام أبو سليمان في دور بروك (مدرجة باسم هشام أبو سليمان)
- سام غصن في دور ميوتو
- جيهان الملا في دور الممرضة جوي (مدرجة باسم جيهان ملا)
- عمر داعوق في دور كوري
- حسن حمدان في دور مياوث
- عبدو حكيم في دور جايمس
- أسمهان بيطار في دور جيسي (مدرجة باسم اسمهان بيطار)
- ريمون فرنسيس في دور المعلق
- أسامة العلي في دور دكتور فوجي (مدرجة باسم أسامة العلي)
- شادي شمص في دور فيرغوس
- إيمان بيطار في دور الشرطية جيني (مدرجة باسم ايمان بيطار)
- إبراهيم ماضي في دور جيوفاني (مدرجة باسم إبراهيم ماضي)
- رينيه غوش في دور نيشا
- سيلفانا فلفلة في دور ميراندا (مدرجة باسم سيلفانا فلفلي)
- علاء بيطار في دور متدرب أ
- علاء زاعور في دور متدرب ب
- روميو ورشا في دور قرصان
- جيل يوسف في دور باحث أ
- غسان حداد في دور باحث ب
- تمارا صعب في دور تقنية في المختبر 1
- رالين داغر في دور تقنية في المختبر 2
- شربل أيوب في دور تقنية في المختبر 3 (مدرجة باسم شربل أيوب)

## روابط خارجية
- بوكيمون الفيلم الـ22 : غارات الميوتو : التطور على موقع IMDb (الإنجليزية)
- بوكيمون الفيلم الـ22 : غارات الميوتو : التطور على موقع روتن توميتوز (الإنجليزية)
- بوكيمون الفيلم الـ22 : غارات الميوتو : التطور على موقع نتفليكس (الإنجليزية)
- بوكيمون الفيلم الـ22 : غارات الميوتو : التطور على موقع ألو سيني (الفرنسية)
- بوكيمون الفيلم الـ22 : غارات الميوتو : التطور على موقع قاعدة بيانات الفيلم (الإنجليزية)
- بوكيمون الفيلم الـ22 : غارات الميوتو : التطور على موقع ليتربوكسد (الإنجليزية)
- بوكيمون الفيلم الـ22 : غارات الميوتو : التطور على موقع كينوبويسك (الروسية)
- بوكيمون الفيلم الـ22 : غارات الميوتو : التطور على موقع ANN anime (الإنجليزية)

لم يتم العثور على روابط لمواقع التواصل الاجتماعي.